# 阿森巴赫河 (伊薩爾河支流)

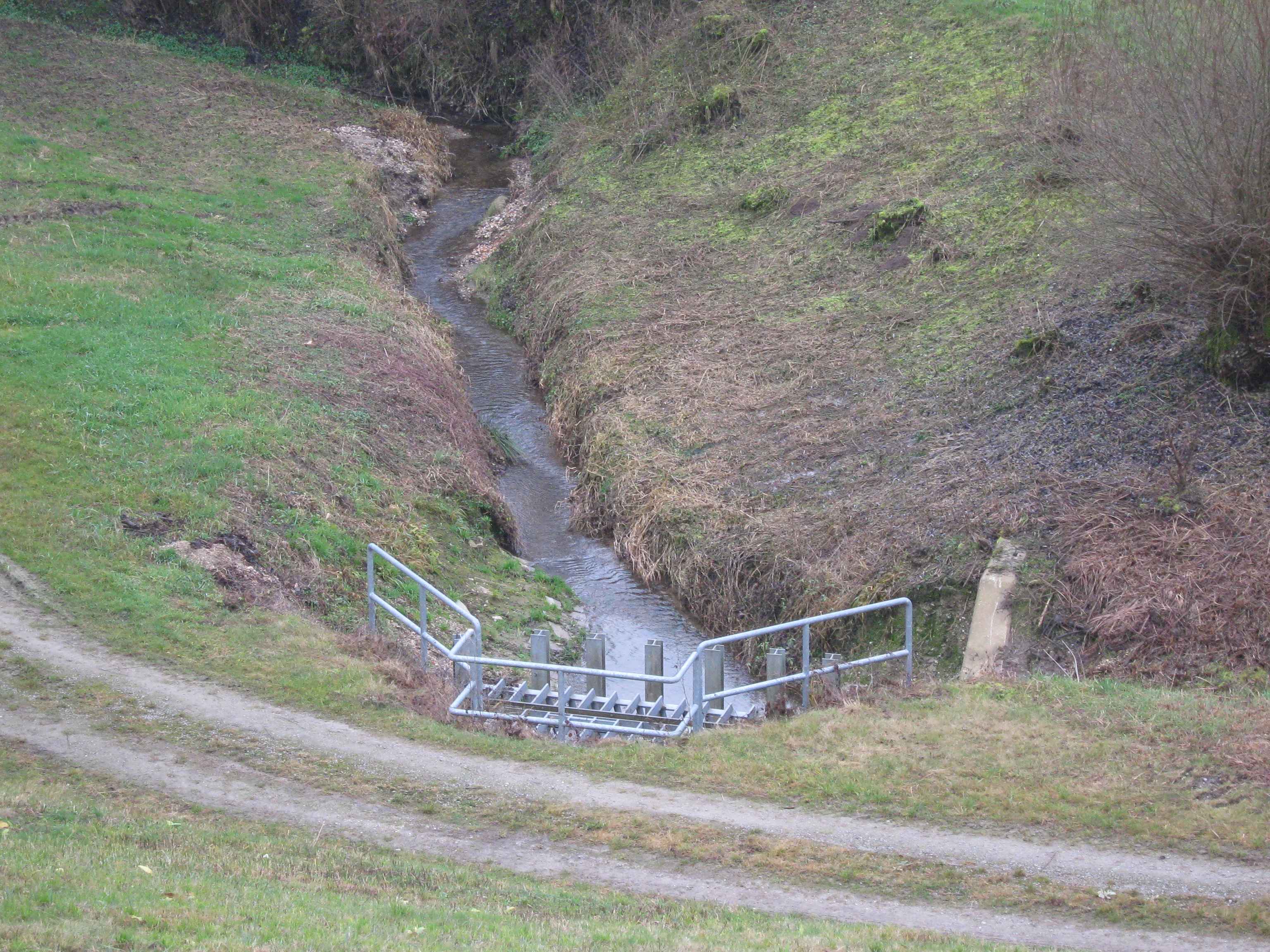

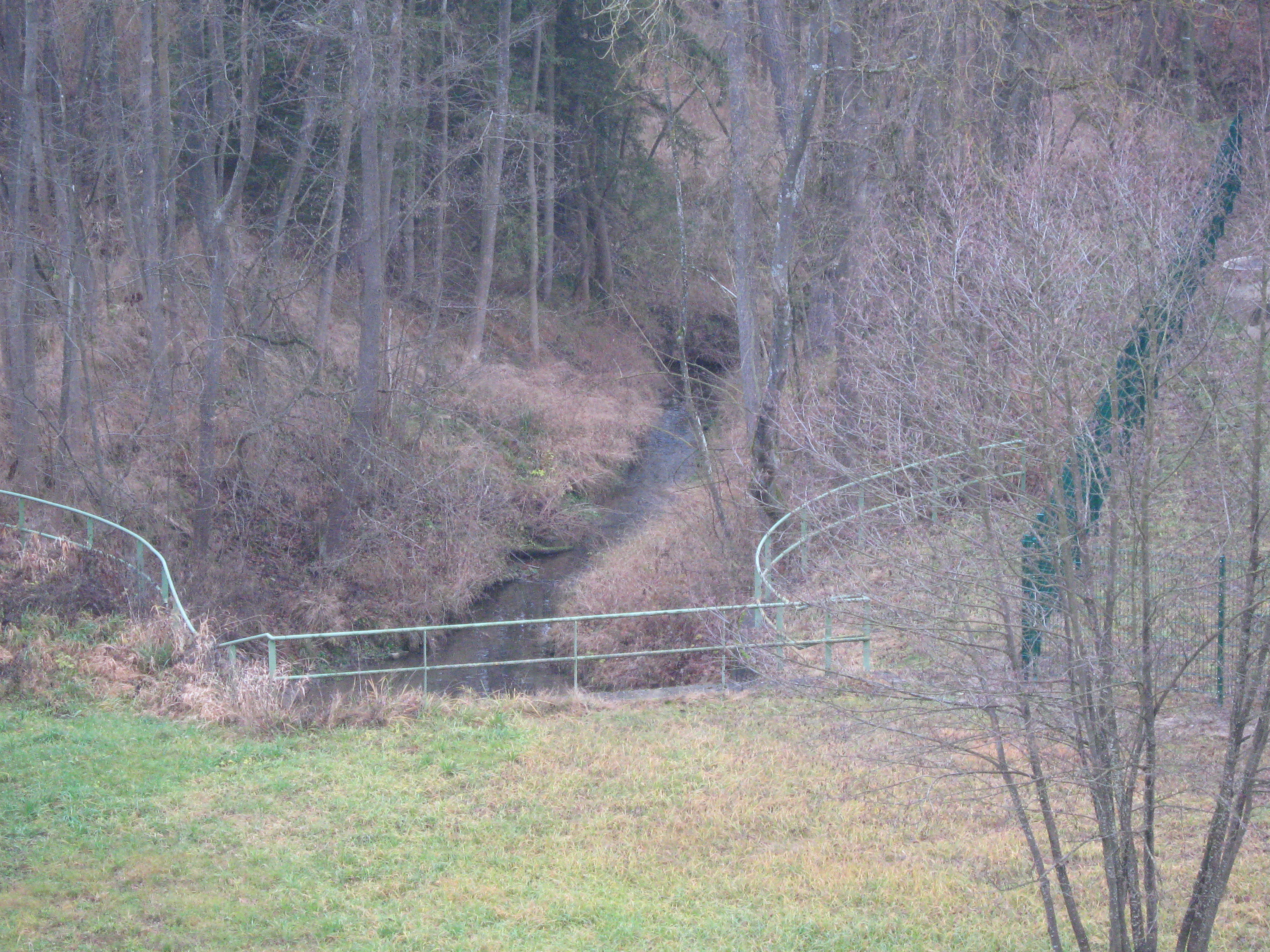

阿森巴赫河（德語：Asenbach），是德國的河流，位於該國東南部，由巴伐利亞負責管轄，屬於伊薩爾河的右支流，河道全長7.1公里，流域面積15.9平方公里。